# Thésée retrouve l'épée de son père
Thésée retrouve l'épée de son père est un tableau peint par Nicolas Poussin en collaboration avec Jean Le Maire actuellement conservé au Musée Condé à Chantilly.

## Historique de l'œuvre
Dans les années 1630, Poussin ne réalise plus que des peintures de petites dimensions pour des commanditaires privés. L'architecture est très présente dans ses peintures et il fait appel pour cela à des peintres spécialisés comme Jean Le Maire, le maître se contentant de peindre les personnages du premier plan.
Les premières traces de cette toile remonte au XIXe siècle en Angleterre : le tableau passe successivement entre les mains de John Knight, Higginson et Nieuwenhuis. Il est acquis par le duc d'Aumale toujours à Londres en 1860. Il le fait installer dans son château de Chantilly en 1871.

## Sujet
Cette scène est décrite par Plutarque dans sa Vie de Thésée. Thésée est le fils d'Égée et d'Éthra, fille de Pitthée. Avant sa naissance dans la patrie de sa mère, la ville de Trézène, son père laisse sur place sous une pierre son épée et ses sandales avant de rejoindre la ville dont il est le roi, Athènes. Il laisse à sa mère la consigne suivante : si c'est un fils, lorsqu'il sera en mesure de soulever la pierre et de récupérer les objets qui y sont placés, elle devra l'envoyer à Athènes pour qu'il puisse être reconnu par son père. La scène du tableau représente le soulèvement de la pierre que le héros effectue sans aucune peine.

## Œuvres en rapport
Une copie autographe du tableau est conservée à la galerie des Offices à Florence (inv.1004). Les spécialistes s'accordent pour voir l'original dans l'exemplaire de Chantilly car sa radiographie a révélé de nombreux repentirs. Une autre est présente dans la collection Wildenstein.